# R-27 (弾道ミサイル)
R-27は、ソビエト連邦が開発した射程2,200-4,000kmの潜水艦発射弾道ミサイルである。北朝鮮は、本ミサイル開発関係者を招聘して、本弾道弾をベースに、同一射程の移動式中距離弾道ミサイルを開発した。

## 概要
R-27は、ソ連のSLBMで、米国防総省の識別番号（DoD番号）は、SS-N-6、NATOコードネームはSerb、ロシア工業番号は4K10、条約番号はRSM-25である。
1962年にソ連SKB-385設計局で開発され、1968年に配備された。製造はズラトウースト工場とクラスノヤルスク工場である。ヤンキー級原子力潜水艦のI型に16基搭載された。R-27初期型は射程2,400kmであったが、1971年に改良型が開発され、射程は3,600-4,000km（ソースにより異なる。弾頭重量によると思われる）に延伸された。
単弾頭ないし3弾頭を搭載する発射重量14.2t、全長9.65mの常温保存液体、1段式ミサイルであり、酸化剤は抑制赤煙硝酸、燃料は非対称ジメチルヒドラジン(UDMH)が使われている。
ミサイルの上半分に酸化剤 NTOと下半分に燃料 UDMHがインテグラルタンク式に収納されている。潜水艦に収容する為、全長を極力抑える目的で隔壁1枚が共通になっているだけでなく、ターボポンプ部分を含めたエンジン全体が液体のUDMHに直接浸かっており、重量 14,200kg、直径 1.50m、長さ 8.89mの容積を最大限に使っている。弾体はAl-Mn系合金のスラブをケミカルミリングによってワッフル状に加工し、溶接している。主エンジンは推力23トンのアレクセーイ・M・イサーイェフ設計局製 "4D10" 1基であり、ヴァ－ニアに2基の小型ロケットエンジン（合計推力3トン）が付随している。ヴァ－ニアの作動流体には、ターボポンプで加圧された燃料が用いられている。R-27はフェアリングを備えない単弾頭、改良型のR-27Uはフェアリングを備える最大3弾頭である。
ちなみに、米英仏中の潜水艦発射弾道ミサイルは、固体燃料式が標準であるが、固体燃料は保守が簡単で安全性が高い反面、推力調整が難しく、ロケットにすると比推力が小さい。常温保存液体は腐食性と燃料漏洩時の火災の危険性、そして多くが有毒性を持つが、推力調整が容易で比推力が大きく、ソ連・ロシアは伝統的に常温保存液体燃料式を採用してきた（ただし、ミサイル燃料漏洩火災事故を起こしている）。ロシアは、現在でもデルタ型にR-27の後継ミサイルである射程8,300-9,100 kmの R-29 常温保存液体燃料式潜水艦発射弾道ミサイルを配備しているが、最近は、ロシアも保守が簡単で比較的安全な固体燃料式に軸足を移してきている。
前述の通り、北朝鮮は1991年のソビエト連邦の崩壊後の経済混乱期に本ミサイル開発関係者を招聘して、これをベースに同一射程の移動式中距離弾道ミサイルを開発した。2007年4月の北朝鮮軍創設75周年記念パレードで配備が確認されている。（ムスダンと呼ばれる。イランへも輸出されている）。これまでの固定式テポドン1号から続く、北朝鮮の対米大陸間弾道ミサイルは、衛星での監視・先制攻撃による破壊が可能な旧式の固定式が想定されていただけに、北朝鮮が射程9,100kmのR-29の1代手前のR-27を、射程4,000kmの中距離「移動式」弾道ミサイルに仕立て上げたことは驚きを呼んだ（R-29配備はR-27配備の6年後）。 また、R-27はMIRVミサイルであり、北朝鮮に招聘されたソ連R-27開発技術者は初歩的MIRV技術を知っていた可能性がある。北朝鮮はすぐには実用化できる技術力はないと思われるが、この技術者を通じてMIRV技術が伝わった可能性もある。

## 主要諸元 (R-27U)
- 全長：8.89m[1]
- 直径：1.5m
- 発射重量：14.2t

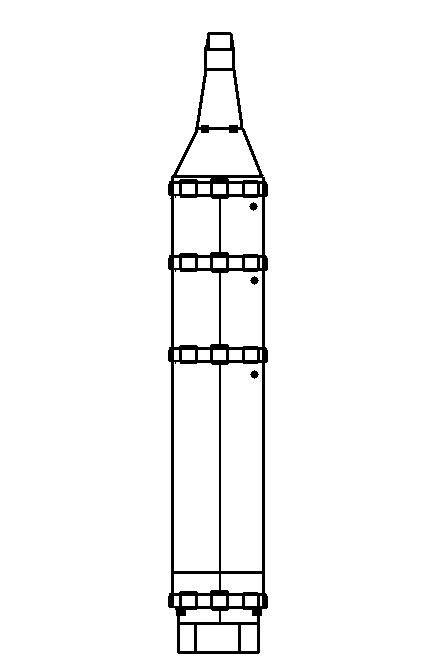
R-27 SLBM

- エンジン：一段式常温保存液体燃料ロケットエンジン
  - 型式名：Isayev 4D10
- 射程：3,000-3,200 km（初期型のR-27は2,400 km）[1]
- 搭載弾頭
  - 1,000kt 単弾頭
  - 200kt 3弾頭MIRV
- CEP：1.3-1.8km
- 誘導装置：慣性誘導装置
- 配備方式：潜水艦発射弾道ミサイル